# Cymothoa oestrum
Cymothoa oestrum es una especie de crustáceo isópodo marino del género Cymothoa, familia Cymothoidae. Fue descrita científicamente por Linnaeus en 1758.

## Distribución
Esta especie se encuentra en el Atlántico tropical, el golfo de México y el norte del océano Atlántico.